# Askim Station
Askim Station (Askim stasjon) er en norsk jernbanestation på Indre Østfoldbanen (Østfoldbanens østre linje) i Askim. Stationen ligger 130,1 m.o.h., 53,4 km fra Oslo S. Den er stoppested på NSB's linje Rakkestad/Mysen-Skøyen.
Stationen åbnede 24. november 1882 sammen med Indre Østfoldbanen. Stationsbygningen blev opført til åbningen efter tegninger af Balthazar Lange. Fra 1917 til 1964 var Askim Station endestation for Solbergfossbanen. I 2014 blev stationen gennemgående fornyet.